# Die vier Brummers
Die vier Brummers war ein Vokalquartett aus Dresden, das von 1951 bis 1977 existierte. Sie machten humorvolle Unterhaltungsmusik in den Genres Jazz und Schlager und traten besonders bei Live-Auftritten als Entertainer hervor.

## Bandgeschichte
Die Mitglieder des Gesangsquartetts, die späteren vier Brummers, lernten sich am damaligen Staatlichen Operettentheater in Dresden kennen. Dessen Intendant Otto Bochmann hatte zur Bildung eines solchen Quartetts die Anregung gegeben: Mit der Giftspritze, einer kabarettistischen Spielzeitabschlussveranstaltung, starteten 1950 Wolfgang Roeder (seit 1949 am Haus, zunächst Bühnentechniker, dann Charakterkomiker), Erich Weber (seit 1945 Chorsänger und Solist), Eberhard Keyn (Solotänzer und Akkordeonspieler) und Johannes Frenzel (ebenfalls Chorsänger) diese Karriere. Namensgebung und offizielle Gründung erfolgten bei einer privaten Veranstaltung zum Jahreswechsel 1950/51. Der Bandname stammt von einer Bemerkung von Roeders Frau, die die Männer irrtümlich als „Brummer“ bezeichnet hatte – gemeint waren „Brummochsen“. Ab 1952 waren sie regelmäßig eigenständig im Rundfunk, ab Mai 1953 im Fernsehen. 1955 verließen die vier Männer endgültig das Ensemble des Staatlichen Operettentheaters. Bis zur Auflösung des Quartetts im Jahr 1977 traten sie in 6673 Veranstaltungen auf. Ihr Motto hieß: „Sag’s mit einem Lächeln, aber sag’s genau“.
Wolfgang Roeder verfasste ab 1950 bis zur Auflösung 1977 die Liedtexte. Alle vier sangen, Frenzel spielte Gitarre, Keyn Akkordeon und Weber Kontrabass. Zusammen mit der Jodelsängerin Susi Schuster sangen sie Titel wie In the Mood und Siebentausend Rinder, die Coverversion eines Liedes des Schweizer Sängers Peter Hinnen. Bekannt wurde auch Das Lied von den echten Sachsen. Ab 1960 gingen sie mit der Komikerin Leni Statz auf Tournee. Die vier Brummers traten stets in vier gleichen Anzügen auf. Sie wirkten in einigen Kinofilmen mit, etwa Silvesterpunsch und Nelken in Aspik. 1967 erschien die Biografie 4 mal 15 Jahre gebrummt, auf deren Titelbild die Köpfe der Musiker mit gezeichneten Insektenleibern abgebildet sind.
1977 textete Roeder die bis in die 1980er Jahre verwendete Hymne der SG Dynamo Dresden, Dynamo, Dynamo wird niemals untergehn. Im selben Jahr starb im März Eberhard Keyn an Krebs, so dass sich die vier Brummers auflösten – so hatten sie es sich bei der Gründung versprochen. Im März 1992 starb Johannes Frenzel und im Dezember 1993 Wolfgang Roeder, so dass Erich Weber lange Zeit der einzige Überlebende dieses Quartetts war. Am 3. Oktober 2016 starb auch er.
1989 erschien bei Amiga in der Rubrik „Die frühen Jahre“ ein Album, dessen A-Seite Stücke der vier Brummers von 1959 bis 1976 enthält. Darunter sind lange Potpourris, die live aufgenommen worden waren, etwa Kollege kommt gleich.

## Rezeption
In der Tageszeitung „Dresdner Neueste Nachrichten“ wurden die vier Brummers im Jahr 2000 in die Liste der „100 Dresdner des 20. Jahrhunderts“ gewählt.

## Diskografie

### Alben
- 1989: Die vier Brummers / Hemmann-Quintett (Amiga)

### Singles
- 1959 oder 1960: Das Lied von den Handwerkern / Das Lied vom Urlaubsschiff (Amiga)
- 1965: Schallfolie zusammen mit Susi Schuster

### Sampler
- 1967: Siebentausend Rinder auf Amiga-Express 1964 (Amiga)
- 1978: Quodlibet vom Wetter auf Heiter und so weiter (Litera)